# معجم معاني كلام العرب
معجم دكتور عوف في معاني كلام العرب، هو معجم لغوي وضعه الكاتب الموسوعي الدكتور المصري أحمد محمد عوف، يشرح فيه معاني الكلمات التي انتشر استعمالها بين العرب قديما. المعجم مرتب بصورة أبجدية. يبدأ المعجم بكلمة آب وينتهي بيوم عرفة. الدكتور عوف وضع نص المعجم بالكامل للاستخدام الحر والمجاني تحت بنود رخصة جنو للوثائق الحرة.